# هاري بامفورد (لاعب كرة قدم)
هاري بامفورد (بالإنجليزية: Harry Bamford)‏ (8 أبريل 1914 في المملكة المتحدة - 4 يونيو 1949 في المملكة المتحدة) هو لاعب كرة قدم بريطاني (وحمل سابقاً جنسية المملكة المتحدة لبريطانيا العظمى وأيرلندا) في مركز الظهير. لعب مع برايتون أند هوف ألبيون ونادي برينتفورد ونادي هايز ونادي ألدرشوت.